# Putzke Peak
Putzke Peak är en bergstopp i Antarktis. Den ligger i Västantarktis. Inget land gör anspråk på området. Toppen på Putzke Peak är 2 325 meter över havet.
Terrängen runt Putzke Peak är kuperad åt sydväst, men åt nordost är den platt. Trakten är obefolkad. Det finns inga samhällen i närheten.